# Arnold de Saxe (philosophe)
Arnold de Saxe (connu sous les noms de Arnoldus Saxo ou Arnoldus Luca dans les manuscrits qui conservent son œuvre, appelé aussi Arnoldus de Saxonia par Vincent de Beauvais) est un philosophe allemand du XIIIe siècle, auteur d'ouvrages de philosophie naturelle, de médecine et de morale.

## Contexte
Arnold de Saxe a exercé son activité dans le contexte d'accroissement du savoir à la suite de la diffusion intense d'ouvrages traduits du grec ou de l'arabe au latin au XIIe siècle, de la naissance et du développement des universités, et de l'apparition de la scolastique.

## Activité
Arnold de Saxe aurait exercé son activité à Magdebourg, Cologne, Erfurt et Paris.
Il s'intéressa particulièrement à la philosophie naturelle aristotélicienne, et aux philosophes que l'on considérait comme « modernes » au XIIIe siècle, c'est-à-dire Aristote et les auteurs arabes traduits en latin. 
L'œuvre majeure d'Arnold de Saxe est l'encyclopédie De floribus rerum naturalium, écrite vraisemblablement entre 1220 et 1230. Il est donc le premier encyclopédiste du XIIIe siècle, puisqu'il a exercé cette activité avant Vincent de Beauvais.
Son œuvre s'est diffusée dans l'espace germanique.

## Postérité
Albert de Saxe côtoya probablement Albert le Grand, qu'il inspira pour son De mineralibus. Celui-ci a emprunté à Arnold de Saxe et aux sources qu'il a véhiculées, la conception de la « vertu universelle » qui explique l'action thérapeutique de certains corps composés comme les minéraux.
Les contributions d'Arnold de Saxe ont laissé des traces dans la littérature encyclopédique médiévale et moderne dans le domaine de l'étude des pierres.

### Œuvres
- Sermo de libris philosophorum
- De floribus rerum naturalium (Florilège des choses de la nature, entre 1235 et 1250), édi. par Emil Stange, Die Encyklopädie des Arnoldus Saxo, Erfurt, 1906.
- De causis morborum et figuris simplicibus quoque compositis medicinis ou De egrotantibus partibus omnium membrorum a capite usque ad pedes
- De iudiciis virtutum et vitiorum (Les jugements des vertus et des vices) : éd. I. Draelants, Le De iudiciis virtutum et vitiorum d’Arnold de Saxe, un florilège moral sous forme de disputatio, in R. Ceulemans et P. De Leemans (éds.), Florilegia from Antiquity to the Renaissance. The Construction of Authority, Turnhout, 2015 (LECTIO 3), p. 299-452.  (ISBN 978-2-503-55479-2)
- Liber notabilium de consolatione Senecæ
- Practica de curis morborum (Traité pratique des soins)

### Études
- Isabelle Draelants, Une mise au point sur les œuvres d'Arnoldus Saxo, Bulletin de philosophie médiévale, vol. XXXIV, 1992, p. 163-180 et, vol. XXXV, 1993, p. 130-149.
- Isabelle Draelants, « Introduction à l'étude d'Arnoldus Saxo et aux sources du De floribus rerum naturalium », in Chr. Meier, hrsg., Die Enzyklopädie im Wandel vom Hochmittelalter zur frühen Neuzeit. Akten des Kolloquiums des Projekts D im SFB 231 (29.11.-01.12.1996), Münster, 2002 (Münstersche Mittelalter-Schriften), p. 85-121.
- Isabelle Draelants, Un encyclopédiste méconnu du XIIIe siècle, Arnold de Saxe. Œuvres, sources, réception, Louvain-la-Neuve, 2000, 971 p. (thèse d'histoire médiévale). Couronné par le prix annuel 2000 de l'Académie royale de Belgique. Mise en ligne sur HAL-SHS : http://tel.archives-ouvertes.fr/tel-00700745